# Ad gentes
Ad Gentes Divinitus es uno de los 16 documentos y uno de los 9 decretos resultantes del Concilio Vaticano II, sobre la actividad misionera de la Iglesia, donde, según, el mismo documento, expone que "desea delinear los principios de la actividad misional y reunir las fuerzas de todos los fieles para que el Pueblo de Dios, caminando por la estrecha senda de la cruz, difunda por todas partes el reino de Cristo, Señor que preside de los siglos, y prepara los caminos a su venida". 

## Título y temas tratados
El título del documento Ad Gentes Divinitus significa en latín: «Para las gentes» y proviene de las primeras palabras del mismo decreto "AD GENTES DIVINITUS missa ut sit «universale salutis sacramentum»". Fue aprobado con 2394  votos a favor y 5 en contra por los obispos reunidos en Concilio, fue promulgado por el papa Pablo VI el  7 de diciembre de 1965.
Según el padre Jesús Castellano Cervera:

El Decreto Ad Gentes del Concilio del Vaticano II no es un documento menor - afirmó en su relación -. Y no es tampoco un documento aislado. Este respira con la comunión con otros documentos conciliares en los que la referencia a la Iglesia misionera es constante, desde Sacrosanctum Concilium a la Lumen gentium o la Gaudium et spes. Lo deberemos llamar Ad Gentes divinitus, incluyendo la tercera palabra del Decreto que indica la fuente de la misión que es obra de Dios y para coger la unidad de la fuente y los destinatarios, de Dios a las gentes.

El Decreto contiene la afirmación de que la misión de la Iglesia pertenece a todos y no solo a las organizaciones religiosas, es decir, de todos los bautizados. El Decreto también fundamenta la misión de la Iglesia no en una línea vertical de autoridad, sino más bien en la iniciativa amorosa del Padre quien envía a su Hijo y Espíritu al mundo para que la humanidad participe en la vida divina.

## Contenido
- Proemio
- Capítulo I: Principios doctrinales
- Capítulo II: Lcapitulos 11 y 12a obra cmisinera
  - art. 1- El testimonio cristiano.
  - art. 2- Predicación del evangelio y reunión del pueblo de dios.
  - art. 3- Formación de la comunidad cristiana.
- Capítulo III: Las iglesias particulares
- Capítulo IV: Los misioneros
- Capítulo V: Ordenación de la actividad misional
- Capítulo VI: La cooperación
- Conclusión